# Haantjeshoek
Haantjeshoek (ook:  't Haantje) is een gehucht in Meulebeke, een deelgemeente van Tielt.
Haantjeshoek is gelegen omheen een kruispunt van wegen: de Gentstraat (N 305) van Meulebeke naar Dentergem, en de Steenovenstraat van Marialoop naar Oostrozebeke.
Deelgemeenten: Aarsele · Kanegem · Meulebeke · Schuiferskapelle · Tielt

Overige dorpen en gehuchten: Haantjeshoek · Marialoop · De Paanders · 't Veld

Belgische gemeenten · Arrondissement Tielt · West-Vlaanderen · Vlaanderen